# Nicklas Helenius
Nicklas Helenius (Svenstrup, Dinamarca, 8 de mayo de 1991) es un futbolista danés que juega como delantero en el Aalborg Boldspilklub de la Superliga de Dinamarca.

## Trayectoria

### Aalborg BK
Cuando tenía trece años, Helenius ingresó al equipo juvenil de Aalborg BK. Firmó su primer contrato cuando era parte del equipo sub-19. Después de una buena temporada con los juveniles, debutó profesionalmente en la camiseta de AaB en el 16 de mayo de 2010 contra el HB Køge.  En el 10 de septiembre de 2010, Helenius anotó su primer gol en la Superliga danesa contra el AC Horsens. 
Después de la temporada 2012-13, Helenius fue distinguido por la UEFA como el jugador mejor de la Superliga.
Una canción popular de la hinchada de AaB era "vi elsker vold og kokain – og Nicklas Helenius", se traduce en "amamos la violencia y la cocaína - y Nicklas Helenius".

### Aston Villa
El 18 de junio de 2013 fichó con el Aston Villa por tres temporadas por una suma de £1.2 millones. Su primer partido en la Premier League fue contra el Liverpool FC en el 24 de agosto de 2013. Anotó su primer gol en Inglaterra en la FA Cup contra el Sheffield United en el 4 de enero de 2014.
En septiembre de 2013, Helenius ganó notoriedad después de que el defensa Jan Vertonghen de Tottenham Hotspur le bajó los shorts por accidente, y se reveló que usaba calzoncillos blancos.

## Clubes
| Club                          | País       | Año       |
| ----------------------------- | ---------- | --------- |
| Aalborg Boldspilklub          | Dinamarca  | 2010-2013 |
| Aston Villa F. C.             | Inglaterra | 2013-2015 |
| Aalborg Boldspilklub (cedido) | Dinamarca  | 2014-2015 |
| Aalborg Boldspilklub          | Dinamarca  | 2015-2017 |
| S. C. Paderborn 07 (cedido)   | Alemania   | 2016      |
| Silkeborg IF (cedido)         | Dinamarca  | 2016-2017 |
| Odense BK                     | Dinamarca  | 2017-2019 |
| Aarhus GF                     | Dinamarca  | 2019-2020 |
| Silkeborg IF                  | Dinamarca  | 2021-2023 |
| Aalborg Boldspilklub          | Dinamarca  | 2023-     |